# Liste der Fahnenträger der Olympischen Sommerspiele 1928
Die Liste der Fahnenträger der Olympischen Sommerspiele 1928 führt die Fahnenträger bei der Eröffnungsfeier auf.
Beim Einmarsch der Nationen zogen Athleten aller teilnehmenden Länder in das Olympiastadion Amsterdam ein. Bei der Eröffnungsfeier wurden die einzelnen Teams von einem Fahnenträger aus den Reihen ihrer Sportler oder Offiziellen angeführt, der entweder von ihrem jeweiligen Nationalen Olympischen Komitee (NOK) oder von den Athleten selbst bestimmt wurde.

## Reihenfolge
Der griechischen Mannschaft wurde traditionell der Platz an vorderster Stelle gewährt, ein Sonderstatus, der aus der Ausrichtung der antiken und ersten Spiele der Moderne in Griechenland herrührt. Die Niederlande marschierte als Gastgebernation zuletzt ein. Die anderen Länder betraten das Stadion in alphabetischer Reihenfolge in der Sprache der Gastgebernation, in diesem Fall also Niederländisch. Diese Reihenfolge entspricht sowohl der Tradition als auch den Statuten des Internationalen Olympischen Komitees (IOK).

## Liste der Fahnenträger
Nachfolgend führt eine Liste die Fahnenträger der Eröffnungsfeier aller teilnehmenden Nationen auf, sortiert nach der Abfolge ihres Einmarsches. Die Liste ist zudem sortierbar nach ihrem Staatsnamen, nach Mannschaftskürzel, nach Anzahl der Athleten, nach dem Nachnamen des Fahnenträgers und dessen Sportart.

### Nach Nationen
| Abfolge | Nationalmannschaft    | Niederländischer Name        | Kürzel | Athleten | Fahnenträger         | Sportart           |
| ------- | --------------------- | ---------------------------- | ------ | -------- | -------------------- | ------------------ |
| 1       | Griechenland          | Griekenland                  | GRE    | 23       | Antonios Karyofyllis | Leichtathletik     |
| 2       | Argentinien           | Argentinië                   | ARG    | 81       | Héctor Méndez        | Boxen              |
| 3       | Australien            | Australië                    | AUS    | 18       | Bobby Pearce         | Rudern             |
| 4       | Belgien               | België                       | BEL    | 186      |                      |                    |
| 5       | Bulgarien             | Bulgarije                    | BUL    | 5        | Todor Semow          | Reiten             |
| 6       | Kanada                | Canada                       | CAN    | 69       | Joseph Wright        | Rudern             |
| 7       | Chile                 | Chili                        | CHI    | 38       | Manuel Plaza         | Leichtathletik     |
| 8       | Kuba                  | Cuba                         | CUB    | 1        | José Barrientos      | Leichtathletik     |
| 9       | Dänemark              | Denemarken                   | DEN    | 91       | Marius Jørgensen     | Offizieller        |
| 10      | Deutsches Reich       | Duitsland                    | GER    | 296      | Ernst Paulus         | Leichtathletik     |
| 11      | Ägypten               | Egypte                       | EGY    | 32       | Ibrahim Moustafa     | Ringen             |
| 12      | Großbritannien        | Engeland                     | GBR    | 232      | Malcolm Nokes        | Leichtathletik     |
| 13      | Estland               | Estland                      | EST    | 20       | Gustav Kalkun        | Leichtathletik     |
| 14      | Philippinen           | Filipijnen                   | PHI    | 4        | Anselmo Gonzaga      | Leichtathletik     |
| 15      | Finnland              | Finland                      | FIN    | 69       | Akilles Järvinen     | Leichtathletik     |
| 16      | Frankreich            | Frankrijk                    | FRA    | 255      | Jean Thorailler      | Wasserball         |
| 17      | Haiti                 | Haïti                        | HAI    | 2        |                      |                    |
| 18      | Ungarn                | Hongarije                    | HUN    | 109      | Kálmán Egri          | Leichtathletik     |
| 19      | Irland                | Ierland                      | IRL    | 27       | Matt Flanagan        | Boxen              |
| 20      | Britisch-Indien       | India                        | IND    | 21       |                      |                    |
| 21      | Italien               | Italië                       | ITA    | 174      | Carlo Galimberti     | Gewichtheben       |
| 22      | Japan                 | Japan                        | JPN    | 43       | Nakazawa Yonetarō    | Leichtathletik     |
| 23      | Jugoslawien           | Joegoslavië                  | YUG    | 34       | Dimitrije Stefanović | Leichtathletik     |
| 24      | Lettland              | Letland                      | LAT    | 14       | Alberts Zvejnieks    | Ringen             |
| 25      | Litauen               | Litouwen                     | LTU    | 12       | Paula Radziulytė     | Leichtathletik     |
| 26      | Luxemburg             | Luxemburg                    | LUX    | 46       | Georges Schmit       | Leichtathletik     |
| 27      | Malta                 | Malta                        | MLT    | 9        |                      |                    |
| 28      | Mexiko                | Mexico                       | MEX    | 30       | Jesús Aguirre        | Leichtathletik     |
| 29      | Monaco                | Monaco                       | MON    | 7        |                      |                    |
| 30      | Neuseeland            | Nieuw-Zeeland                | NZL    | 10       | Arthur Porritt       | Leichtathletik     |
| 31      | Norwegen              | Noorwegen                    | NOR    | 52       | Ketil Askildt        | Leichtathletik     |
| 32      | Österreich            | Oostenrijk                   | AUT    | 73       | Ludwig Vesely        | Leichtathletik     |
| 33      | Panama                | Panama                       | PAN    | 1        | Adán Gordón          | Schwimmen          |
| 34      | Polen                 | Polen                        | POL    | 93       | Marian Cieniewski    | Offizieller        |
| 35      | Portugal              | Portugal                     | POR    | 31       |                      |                    |
| 36      | Rhodesien             | Rhodesië                     | RHO    | 2        |                      |                    |
| 37      | Rumänien              | Roemenië                     | ROM    | 29       |                      |                    |
| 38      | Spanien               | Spanje                       | ESP    | 80       | Diego Ordóñez        | Leichtathletik     |
| 39      | Tschechoslowakei      | Tsjecho-Slowakije            | TCH    | 70       | Josef Effenberger    | Turnen             |
| 40      | Türkei                | Turkije                      | TUR    | 31       |                      |                    |
| 41      | Uruguay               | Uruguay                      | URU    | 22       |                      |                    |
| 42      | Vereinigte Staaten    | Verenigde Staten van Amerika | USA    | 280      | Bud Houser           | Leichtathletik     |
| 43      | Südafrikanische Union | Zuid-Afrika                  | RSA    | 24       |                      |                    |
| 44      | Schweden              | Zweden                       | SWE    | 100      | Bo Lindman           | Moderner Fünfkampf |
| 45      | Schweiz               | Zwitserland                  | SUI    | 133      |                      |                    |
| 46      | Niederlande           | Holland                      | HOL    | 264      | Sam Olij             | Boxen              |

### Nach Sportarten
| Sportart           | Nationen | Anzahl |
| ------------------ | --- | ------ |
| Boxen              | Argentinien – Irland – Niederlande | 3      |
| Gewichtheben       | Italien | 1      |
| Leichtathletik     | Chile – Deutsches Reich – Estland – Finnland – Griechenland – Großbritannien – Japan – Jugoslawien – Kuba – Litauen – Luxemburg – Mexiko – Neuseeland – Norwegen – Österreich – Philippinen – Tschechoslowakei – Ungarn – Vereinigte Staaten | 19     |
| Moderner Fünfkampf | Schweden | 1      |
| Reiten             | Bulgarien | 1      |
| Ringen             | Ägypten – Lettland | 2      |
| Rudern             | Australien – Kanada | 2      |
| Schwimmen          | Panama | 1      |
| Turnen             | Tschechoslowakei | 1      |
| Wasserball         | Frankreich | 1      |
| Offizieller        | Dänemark – Polen | 2      |
| Unbekannt          | Belgien – Britisch-Indien – Haiti – Malta – Monaco – Portugal – Rhodesien – Rumänien – Südafrikanische Union – Schweiz – Türkei – Uruguay | 12     |